# Return of the Obra Dinn
Return of the Obra Dinn ist nach Papers, Please das zweite von Lucas Pope entwickelte kommerzielle Computerspiel. Das Indie-Spiel wurde im Oktober 2018 für macOS und Microsoft Windows und ein Jahr darauf für PlayStation 4, Nintendo Switch und Xbox One veröffentlicht.
Der Spieler übernimmt in Return of the Obra Dinn die Rolle eines Versicherungsinspektors im Auftrag der Britischen Ostindien-Kompanie im Jahre 1807. Die fiktive Obra Dinn, ein vor fünf Jahren verschwundenes Handelsschiff, ist plötzlich und ohne lebende Menschen an Bord wieder an der englischen Küste aufgetaucht. Der Spieler wird an Bord des Schiffes geschickt, um eine Bewertung vorzunehmen, alle sechzig Besatzungsmitglieder zu identifizieren, ihre Todesursachen zu bestimmen und gegebenenfalls deren Mörder zu benennen. Zu diesem Zweck steht dem Spieler das „Memento Mortem“ zur Verfügung, eine Taschenuhr, die den Benutzer den Moment des Todes einer Leiche erleben lässt. Das Spiel, das aus der Egoperspektive gespielt wird, verwendet einen monochromatischen „1-Bit“-Grafikstil, der von Spielen auf frühen Macintosh-Computern inspiriert ist. Entwickler Lukas Pope bezeichnet das Spiel als „Versicherungs-Abenteuer mit minimaler Farbe“.
Return of the Obra Dinn erhielt viel Lob für sein Spielprinzip, seinen Stil und seine Handlung. Es wurde von mehreren Publikationen als eines der besten Videospiele des Jahres 2018 benannt und gewann mehrere Preise.

## Spielprinzip
Die von der Ostindien-Kompanie versicherte Obra Dinn wird, nachdem sie 1803 verschollen ging, im Hafen angespült. Alle sechzig Passagiere und Besatzungsmitglieder gelten als tot oder vermisst. Der Spieler hat die Aufgabe, das Schicksal aller an Bord befindlichen Seelen zu bestimmen, einschließlich ihrer Namen, wo und wie sie ihrem Schicksal begegnet sind und durch wessen Hand sie gestorben sind oder wo, für den Fall, dass sie noch leben, sie sich nun aufhalten.
Der Spieler kann die komplette Obra Dinn aus der Egoperspektive erkunden, wobei ein monochromatischer Dithering-Stil verwendet wird, um die Schattierungs- und Farbmethoden früherer Computerspiele nachzuahmen. Um den Fortschritt bei den Ermittlungen nachverfolgen zu können, erhält der Spieler ein Logbuch mit der Besatzungsliste, Zeichnungen aller Besatzungsmitglieder und den Deckplänen des Schiffes. Außerdem erhält der Spieler das „Memento Mortem“, ein Gerät ähnlich einer Taschenuhr, das in der Nähe eines Leichnams verwendet werden kann. Wird es aktiviert, hört der Spieler die letzten Sekunden vor dem Tod des Leichnams und kann anschließend den Moment des Todes wie in der Zeit eingefroren erkunden. So können die Anwesenden identifiziert, in andere Räume geschaut und Details in der Umgebung zur Kenntnis genommen werden. Innerhalb der einzelnen Todessequenzen, kann der Spieler erneut das Gerät nutzen, um weitere Tode zu betrachten. So können nach und nach die Schicksale der Besatzungsmitglieder enthüllt und die Gesichter der Besatzungsmitglieder und Passagiere mit den auf der Besatzungsliste genannten Namen verknüpft werden.
Zu jedem Tod, gibt das Logbuch grundlegende Informationen vor, überlässt das Ausfüllen von Namen, Schicksalen und etwaigen Mördern aber dem Spieler. Die Benennung der Crew erfolgt durch kleine Hinweise, Schlussfolgerungen und logische Ableitungen – hauptsächlich durch Ausschlussverfahren im Verlauf des Spiels. Die Todesursachen können aus einer vorgegebenen Auflistung ausgewählt werden, wobei einige Schicksale mehr als eine Lösung akzeptieren. Der Spieler kann sein Logbuch überarbeiten, wenn er mehr Informationen erhält. Wurden drei Schicksale korrekt bestimmt, bestätigt das Spiel diese, wodurch es schwierig ist, durch bloßes Raten auf die Lösung zu stoßen.
Das Geschlecht des Versicherungsinspektors wird beim Erstellen eines Spielstands zufällig gewählt. Der Spieler kann dabei entweder die Rolle eines Mannes oder einer Frau übernehmen.

## Handlung
Die Obra Dinn, ein Ostindienfahrer, bricht Ende des Jahres 1802 von London Richtung Orient auf, an Bord 51 Besatzungsmitglieder und 9 Passagiere. Nachdem das Schiff nach 6 Monaten seinen Treffpunkt am Kap der Guten Hoffnung nicht erreicht, wird es für verloren erklärt. Fünf Jahre später treibt die Obra Dinn, mit beschädigten Segeln und ohne sichtbare Besatzung, in den Hafen von Falmouth, an der Südwestküste Englands. Die Britische Ostindien-Kompanie schickt ihren Oberinspektor, um festzustellen, was an Bord des Schiffes passiert ist. Von Henry Evans, dem Schiffsarzt der Obra Dinn, hat der Inspektor ein Logbuch und die „Memento Mortem“-Taschenuhr erhalten. Beides soll der Spieler nutzen, um die im Folgenden beschriebenen Geschehnisse an Bord des Schiffes, nach dessen Aufbruch, zu enthüllen.
Neben der Besatzung, sticht die Obra Dinn mit mehreren Passagieren in See, darunter zwei formosanische Adelige und ihre Leibwachen, in deren Besitz sich eine wertvoll anmutende Truhe befindet. Die ersten Unglücke auf hoher See geschehen, als ein Matrose von herabfallender Fracht zerquetscht wird und zwei weitere durch eine Lungenentzündung sterben. Als sich die Obra Dinn nahe der Kanarischen Inseln befindet, plant ein kleiner Teil der Crew, angeführt vom Zweiten Offizier, Edward Nichols, die Truhe der Formosaner zu stehlen. Mit Hilfe der Rettungsboote entführen sie die beiden Adeligen mitsamt der Truhe. Auf offener See werden die Entführer unerwartet von drei Meerjungfrauen angegriffen, wobei mehrere Besatzungsmitglieder sterben. Der Angriff der Meerjungfrauen kann erst gestoppt werden, als It-Beng Sia, einer der Formosaner, die Truhe öffnet und eine der drei sich darin befindlichen, scheinbar magischen Muscheln berührt. Die Kraft der Muschel betäubt die Meerjungfrauen, verletzt It-Beng Sia dabei aber tödlich. Nichols, der einzige überlebende Entführer, hievt die betäubten Meerjungfrauen an Bord und rudert zurück zur Obra Dinn, wird bei seiner Ankunft aber vom verbliebenen formosanischen Wachmann erschossen. Die Schiffsbesatzung bringt die Truhe, die Leichname und die Meerjungfrauen an Bord, wobei mehrere von ihnen von den mittlerweile erwachten Meereskreaturen getötet werden. Auf Befehl des Kapitäns, Robert Witterel, werden die Meerjungfrauen im Schiffslazarett eingesperrt.
Als der Kapitän das Schiff aufgrund der hohen Anzahl an Verlusten wieder Kurs auf England nehmen lässt, wird die Obra Dinn von einem durch die Meerjungfrauen herbeibeschworenen Sturm getroffen. Auf Riesenkrabben reitende Meereskreaturen entern das Schiff, töten mehrere Besatzungsmitglieder und nehmen Kurs auf das Schiffslazarett, können aber von der Crew überwältigt werden. Kurz darauf wird das Schiff von einem Riesenkraken angegriffen, wodurch es weitere Todesopfer gibt, darunter auch die Frau des Kapitäns. Erst als Witterel die Meerjungfrauen bedroht und zwei von ihnen tötet, ruft die letzte von ihnen den Kraken zurück. Der Kapitän wirft zwei der Muscheln über Bord und gibt den Befehl, die verbliebene Meerjungfrau freizulassen. Dabei bittet der tödlich verletzte Dritte Offizier, Martin Perrott, die Meerjungfrau, das Schiff im Austausch für die letzte Muschel zurück nach England zu leiten. Kurze Zeit später erschießt Schiffsarzt Evans absichtlich seinen zahmen Affen im Inneren des verriegelten Schifflazaretts. Da Evans weiß, dass die Ostindien-Kompanie das Schiff bei seiner Rückkehr untersuchen lassen wird, behält er den abgetrennten Arm des Affen, um dem Inspektor somit später Einsicht in die Geschehnisse im Lazarett zu ermöglichen.
Die überlebenden Passagiere entschließen sich, zusammen mit einigen wenigen Besatzungsmitgliedern (darunter Evans), die kaum noch seetüchtige Obra Dinn mittels Rettungsboot zu verlassen und die Westküste Afrikas anzusteuern. Nach dem Aufbruch des Rettungsboots, kommt es zur Meuterei innerhalb der restlichen Besatzung. Die Meuterer fordern die Truhe samt Muscheln als Ausgleich für ihre Strapazen, wissen aber nicht, dass Witterel diese bereits über Bord geworfen hat. In einem letzten Kampf tötet der Kapitän die Männer und begeht dann neben dem leblosen Körper seiner Frau Selbstmord.
Fünf Jahre später ist es dem Inspektor der Ostindien-Kompanie mithilfe von Evans Buch und der Taschenuhr möglich, mit Ausnahme der Vorkommnisse im Lazarett, alle Schicksale an Bord aufzudecken. Nachdem er das Schiff verlässt, bringt ein Sturm die Überreste der Obra Dinn zum Sinken. Der Inspektor verschickt das nun nahezu vervollständigte Logbuch zurück an Evans und schreibt seinen Bericht, in welchem er, abhängig von deren Verhalten, Entschädigungen oder Geldstrafen für die Angehörigen der verstorbenen Besatzungsmitglieder festlegt.
Ein weiteres Jahr später, erhält der Inspektor erneut das Buch von Evans, zusammen mit dem mittlerweile mumifizierten Arm des Affen. Durch diesen kann der Spieler nun die Geschehnisse im Schiffslazarett ergründen. Der Spieler erhält den Arm jedoch nur, wenn er zuvor restlos alle anderen Schicksale aufklären konnte.

## Entwicklung
Im Laufe seiner Karriere entwickelte Lucas Pope eine Wertschätzung für 1-Bit-Grafiken wie sie in vielen frühen Macintosh-Spielen verwendet wurden. Nach Papers, Please wollte Pope die 1-Bit-Ästhetik in einem experimentellen Spiel verwenden, was ihn dazu veranlasste, eine Spiel-Engine zu entwickeln, die es dem Spieler ermöglichte, sich in einem 3D-Raum zu bewegen, der in jenem Vintage-Stil gerendert wurde. Dies erwies sich für Pope im Vorfeld als eine Herausforderung, da er sicherstellen musste, dass das Spiel trotz seiner Grafik aus den meisten Blickwinkeln visuell lesbar sein würde. Zudem stellte er fest, dass einige Spieltester beim Spielen im Vollbildmodus an Kinetose (Motion Sickness) litten, was Pope dazu bewegte, seinen Ansatz beim Dithering zu optimieren.
Nachdem die Spielgrafik und die Engine feststanden, arbeitete Pope an der Grundidee seines Spiels. Seine ersten Entwürfe sahen ein Spiel vor, bei dem der Spielcharakter wiederholt sterben würde. Aufgabe des Spielers war es jedoch nicht, den eingefrorenen Moment des Todes nach Hinweisen für die Todesursache abzusuchen, sondern stattdessen die Ereignisse in der letzten Minute vor dem Tod so zu konstruieren, dass sie zum Tod des Charakters führen würden. Die technische Umsetzung dieser Idee erwies sich für Pope allerdings als zu herausfordernd und so verfolgte er stattdessen die Idee, Standbilder von Todesszenen zu verwenden, um eine zusammenhängende Geschichte zu erzählen.
Die Erzählung des Spiels nahm den längsten Teil der Entwicklung in Anspruch. Obwohl Pope bereits 2014, im Laufe der Fertigstellung von Papers, Please, eine Veröffentlichung von Return of the Obra Dinn für 2015 in Aussicht gestellt hatte, würde die Entwicklung noch vier weitere Jahre dauern. Im Zuge der Game Developers Conference 2016, veröffentlichte Pope eine Demo, die zunächst nur sechs Schicksale enthielt. Die Resonanz hierauf war positiv, was ihn dazu verleitete, die Handlung des Spiels mehr als ursprünglich geplant auszuweiten. Um sicherzugehen, dass die Spieler der Abfolge der Ereignisse und den zusammenhängenden Todesfällen logisch folgen können würden, erstellte Pope mehrere Tabellen, in welchen er die verschiedenen Charaktere und ihre Schicksale miteinander verknüpfte. Dies führte dazu, dass er die notwendigen Dialoge für einige Szenen schrieb und Sprecher castete, die die zur Zeit der Spielhandlung gebräuchlichen Akzente nachahmen konnten.
Nachdem die Handlung nun weiter vorangeschritten war, erstellte Pope eine weitere Demo zur Vorstellung auf der PAX Australia 2016, in der es nun dreizehn weitere Schicksale zu enthüllen gab. Anders als in der ersten Demo, waren die Todesfälle hier nun jedoch nicht mehr in chronologischer Reihenfolge geordnet, was bei den Spielern zu Verwirrungen führte. Pope erkannte, dass diese Verwirrung umso größer sein würde, wenn erst alle sechzig Schicksale im Spiel enthalten sein würden. Zu diesem Zweck unterteilte er die Handlung in zehn Kapitel, jedes mit einem zentralen Ereignis, wodurch die Handlung für die Spieler nachvollziehbarer wurde. Diese Unterteilung veranlasste Pope zur Erschaffung des Logbuchs, welches den Spielern als Chronik der Ereignisse und Katalogisierungshilfe dienen sollte.
Pope gab an, er habe sich über den potentiellen finanziellen Erfolg von Return of the Obra Dinn keine Sorgen gemacht, da er mit Papers, Please immer noch beachtliche Einnahmen erzielte. Für ihn war Obra Dinn ein reines Vorhaben aus Leidenschaft, weswegen er keinen Druck hinsichtlich Fristen oder Werbemaßnahmen verspürt habe. Return of the Obra Dinn wurde am 17. Oktober 2018 vom japanischen Publisher 3909 für Microsoft Windows und macOS veröffentlicht. Versionen für Nintendo Switch, PlayStation 4 und Xbox One, die von Warp Digital portiert wurden, wurden am 18. Oktober 2019 veröffentlicht.

## Rezeption

### Kritiken
Laut Wertungs-Aggregator Metacritic erhielt Return of the Obra Dinn „hauptsächlich positive Bewertungen“ und hält dort eine Bewertung von 89 aus 100 Punkten, basierend auf 35 Kritiken der PC-Version. Patrick Mittler von GameStar lobte dabei die „spannende Geschichte“ sowie die „grimmig-düstere Seefahrer-Atmosphäre“ und die „eindrucksvolle Retro-Grafik“, kritisierte diese aber auch als „auf Dauer anstrengend“. Auch der sehr geringe Wiederspielwert wurde kritisiert. Markus Grundmann, freier Autor bei Eurogamer, gefiel die motivierende Suche nach Hinweisen, bemängelt dabei aber die „unkomfortable“ Bedienung.

„Eine packende, tragische und überraschende Seefahrer-Mär – erzählt als komplexes, aber stets logisches Abenteuer für passionierte Detektive.“

„Es macht uns Spaß, Listen zu vervollständigen und Bilder gradezurücken, es ist uns Menschen eine Freude, wenn Schränke und Bilder symmetrisch zueinander an der Wand hängen. Letztlich ist Return of the Obra Dinn genau das: Ihr bringt Ordnung ins Chaos. Ihr räumt auf. Aber aufräumen hat noch nie so viel Spaß gemacht wie in diesem Spiel.“

„Tatsächlich gelingt Spielemacher Lucas Pope dieses Detektivspiel so gut, dass er damit praktisch alleine dasteht – weshalb es auch so ärgerlich ist, dass das Hin- und Herlaufen auf der Obra Dinn umständlich und der lange Einstieg mit seinen langen spielerischen Pausen so zäh sein kann. Und so clever das Beobachten und Zusammenfügen der Hinweise auch ist; besser wäre es mit interaktiven Objekten. Unterm Strich ist Return of the Obra Dinn ein ebenso einzigartiges wie verdammt gutes Detektivspiel! In Anbetracht dessen, was es hätte sein können, sind die spielerischen Schwächen allerdings ausgesprochen ärgerlich.“

### Auszeichnungen
Return of the Obra Dinn erhielt mehrere Auszeichnungen:
- The Game Awards 2018: Beste künstlerische Gestaltung
- Titanium Awards 2018: Bestes Indie-Spiel
- Independent Games Festival Awards 2019: Seumas McNally Grand Prize
- Independent Games Festival Awards 2019: Excellence in Narrative
- Game Developers Choice Awards 2019: Bestes Drehbuch
- British Academy Video Games Awards 2019: Artistic Achievement
- British Academy Video Games Awards 2019: Game Design